# Манасі Прадхан
Манасі Прадхан (нар. 4 жовтня 1962, Банапур, Округ Кхурда, Одіша, Індія) – індійська феміністка та письменниця. Засновниця Національної кампанії «Честь для жінок», загальнонаціонального руху за припинення насильства проти жінок в Індії. У 2014 році президент Індії нагородив її орденом Рані Ласхмібай Стрі Шакті Пураскар. Разом з Мері Премою П'єрік, глобальною головою Сестер місіонерок милосердя, вона отримала нагороду «Видатна жінка» (Outstanding Women Award) у 2011 році.
Про Прадхан часто пишуть міжнародні видання та організації. У 2016 році нью-йоркське видання Bustle назвало її однією з 20 найбільш надихаючих феміністичних авторок та активісток. У 2017 році лос-анджелеське видання Welker Media Inc. назвало її однією з 12 найвпливовіших феміністичних змінотвориць. У 2018 році Оксфордський союз Оксфордського університету запросив її виступити перед спілкою.
Прадхан заснувала такі організації, як Нірбхая Вахіні, Нірбхая Самарох та OYSS Women. Входила до складу комісії Центральної ради з сертифікації фільмів (Цензорської ради) Індії та Слідчого комітету Національної комісії у справах жінок.
Народившись у бідній родині у віддаленому селі Одіша, вона успішно боролася з широко розповсюдженим соціальним табу на освіту жінок, щодня долаючи 15 км горбистою місцевістю та болотом до єдиної середньої школи в усьому регіоні, щоб стати першою жінкою-абітурієнткою у своєму селі, а згодом – першою жінкою-випускницею юридичного факультету у своєму регіоні. Історія життя Манасі Прадхан була екранізована у документальних фільмах у США та Ізраїлі.

## Ранні роки та освіта
Манасі Прадхан народилася в бідній сім'ї у віддаленому селі Аятапур міста Банапур округу Кхурда, Одіша, старшою серед двох дочок і сина Гемалати Прадхана і Годабарішем Прадханом. Батько був фермером, а мати – домогосподаркою.
Жіноча освіта у більшості сільських районів Банапуру тоді вважалася головним табу. Дівчаткам рідко дозволяли відвідувати середню школу. Після закінчення середньої школи в селі на неї чинився сильний тиск, щоб вона припинила навчання. Крім того, у прилеглих районах не було жодної середньої школи.
Вона щодня проходила 15 км горбистою місцевістю та болотом до єдиної середньої школи в усьому регіоні та стала першою жінкою, яка склала іспит на атестат зрілості у своєму селі.
Після закінчення середньої школи Патітапабан у Гамбхарімунді родина переїхала до Пурі, щоб Прадхан могла здобути освіту в коледжі. Маючи невеликі прибутки від сільських фермерських угідь було важко годувати сім'ю. Невдовзі після складання проміжного іспиту їй довелося працювати, щоб утримувати сім'ю та оплачувати навчання. Вона здобула ступінь бакалавра економіки в Державному жіночому коледжі в Пурі та ступінь магістра літератури в Університеті Уткала. Здобула ступінь бакалавра права в Юридичному коледжі Г. М. Пурі.

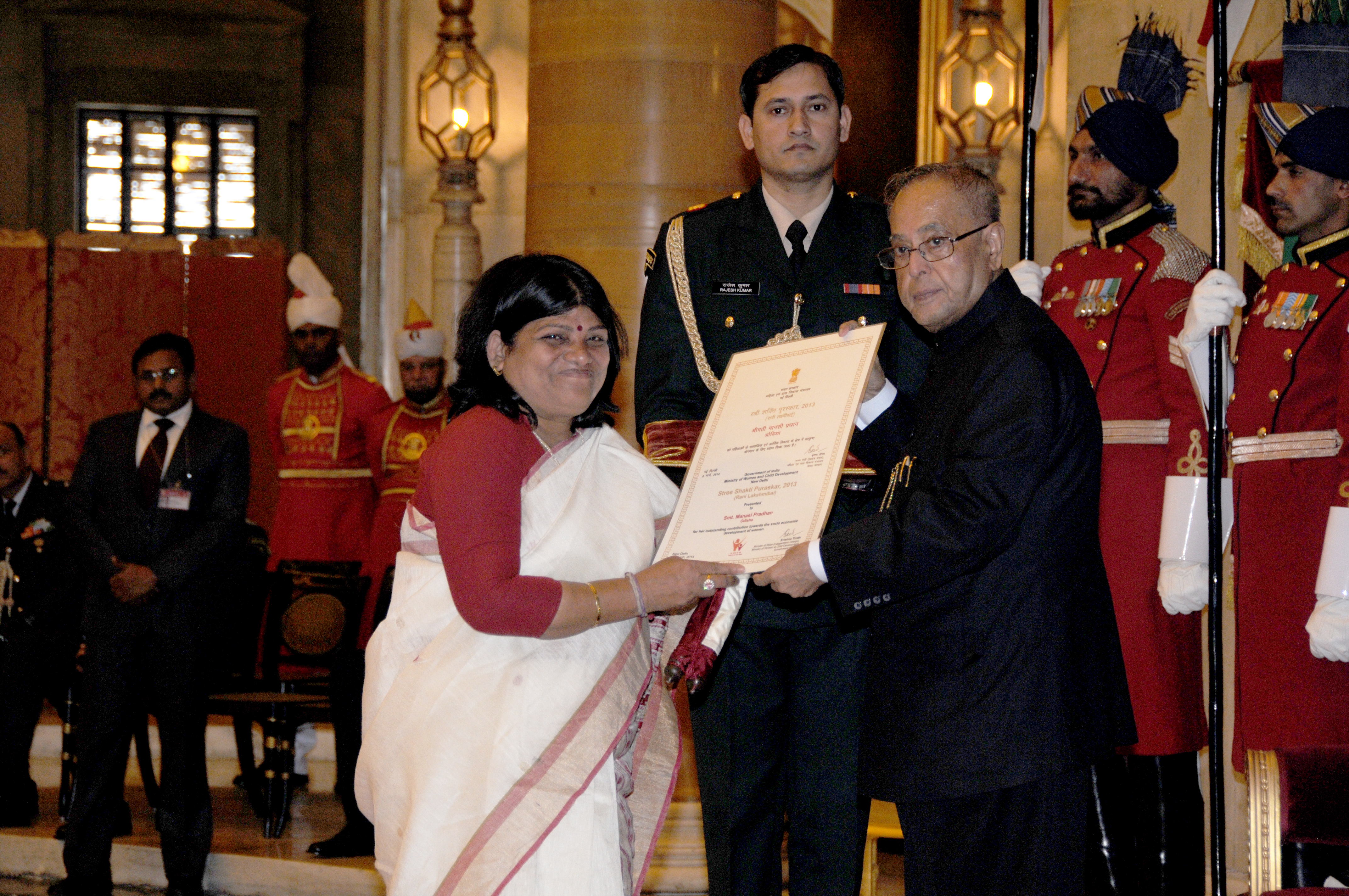
Президент Індії Пранаб Мукерджі вручає Манасі Прадхан Орден Лакшмі Баї Stree Shakti Puraskar 2013 року в Раштрапаті-Бхавані в Нью-Делі 8 березня 2014 року.

## Кар'єра
Протягом короткого періоду Манасі Прадхан працювала у фінансовому департаменті, уряді штату Одіша та банку Андхра, але залишила обидві установи, щоб реалізувати власну справу. У жовтні 1983 року, у віці 21 року, вона розпочала власний поліграфічний бізнес і літературний журнал. За кілька років бізнес виріс в геометричній прогресії, що зробило її однією з небагатьох успішних жінок-підприємиць свого часу.

## Активізм
1987 року вона заснувала організацію OYSS Women. Початковим мотивом було допомогти дівчатам-студенткам здобути вищу освіту та розвивати їх як майбутніх лідерок у суспільстві. OYSS Women організовує семінари з лідерства, освітні та професійно-технічні табори, табори з правової обізнаності та самооборони, виховуючи тисячі молодих жінок як майбутніх лідерок в обраній ними сфері.
Окрім вищезазначеного, організація проводить численні заходи та акції і широко відома своїм новаторським внеском у розширення прав і можливостей жінок. Організація також очолює Національну кампанію «Честь для жінок».

## Національна кампанія «Честь для жінок».
У листопаді 2009 року Манасі Прадхам започаткувала Національну кампанію «Честь для жінок» – загальнонаціональний рух за припинення насильства проти жінок в Індії. Рух відіграв важливу роль у згуртуванні нації проти жорстокость щодо жінок.
Рух використовує багатовекторну стратегію для боротьби із загрозою чоловічого насильства в Індії. Організація використовує безліч засобів, таких як кіоски, фестивалі, зустрічі та літературу з питань прав жінок, аудіовізуальні покази, вуличні вистави тощо, щоб підвищити обізнаність щодо правових та інституційних положень для боротьби зі звірствами щодо жінок. Організація також чинить тиск на державу, мобілізуючи громадську думку та проводячи постійні кампанії за інституційні зміни та виправні заходи, спрямовані на стримування насильства проти жінок.
У 2013 році, після чотирирічної роботи, що включала серію національних семінарів, воркшопів та консультацій за участю зацікавлених сторін з усієї Індії, рух розробив детальний проєкт, що описує його боротьбу за припинення насильства проти жінок.
У 2014 році рух випустив Хартію вимог з чотирьох пунктів для всіх урядів штатів Індії. Того ж року було створено Нірбхая Вахіні, що складається з понад 10 000 волонтерів по всій Індії, які мобілізують громадську думку та беруть участь у тривалій кампанії за реалізацію Хартії вимог з чотирьох пунктів.

### Хартія вимог із чотирьох пунктів
У 2014 році Національна кампанія «Честь для жінок» на чолі з Манасі Прадхан оприлюднила хартію вимог з чотирьох пунктів до урядів усіх штатів Індії. Хартія є наріжним каменем руху і спонукала уряди кількох штатів внести відповідні поправки.
1. Повне припинення торгівлі спиртними напоями
2. Навчання жінок самообороні як частина освітньої програми
3. Спеціальний підрозділ охорони безпеки жінок у кожному районі
4. Прискорений суд та спеціальне слідче та прокурорське крило для розслідування злочинів проти жінок у кожному районі.[40][42]

## Літературні твори
Манасі Прадхан — відома письменниця та поетеса. Її четверта книга Urmi-O-Uchchwas (ISBN 81-87833-00-9 ) була перекладена вісьма основними мовами.

## Особисте життя
Манасі Прадхан — мати танцюристки і хореографки Байсалі Моханті, яку вона народила 5 серпня 1994 року в Пурі, Одіша, з Радхи Бінод Моганті, колишнім головним інженером-електриком та випускником Індійського технологічного інституту.